# Бериславська центральна районна лікарня
Комунальне некомерційне підприємство «Бериславська центральна районна лікарня» Бериславської міської ради (КНП «Бериславська ЦРЛ») — районна лікарня, що розташована у місті Берислав, Бериславського району, Херсонської області.
Заклад очолює Кардава Север'ян Север'янович, Заслужений лікар України, депутат Херсонської обласної ради трьох скликань і районної ради двох скликань. Він керує лікарнею з 2004 року. Медичний директор, лікар–фтизіатр першої категорії Керпань Анатолій Миколайович, Заступник директора з  поліклінічної роботи та експертизи тимчасової непрацездатності, Головна медична сестра вищої категорії Клипко Галина Степанівна.
Лікарня має першу акредитаційну категорію та забезпечує 136 ліжок. До складу якої входять:
- Адміністрація;
- Інформаційно–аналітичний відділ;
- Стаціонар на 136 ліжок, включаючи відділення екстреної медичної допомоги, акушерсько–гінекологічне, терапевтичне, анестезіології з ліжками інтенсивної терапії, дитяче, хірургічне, інфекційне, патологоанатомічне відділення;
- Клініко–діагностична лабораторія;
- Допоміжна служба;
- Поліклініка;
- Господарська служба.[1][2][3][4][5][6]

Основні напрямки діяльності лікарні — цілодобове надання невідкладної та кваліфікованої допомоги жителям Бериславського району. Тут працюють 43 лікарі, з них 12 мають вищу кваліфікаційну категорію, 8 — першу, 11 — другу, 12 — спеціалісти, 4 — інтерни.
Бериславська центральна районна лікарня входить у першу десятку лікувально–профілактичних закладів Херсонської області.
Указом Президента України № 241/2020 «Про відзначення державними нагородами України з нагоди Дня медичного працівника», Кардаву Север'яна Север'яновича — директора комунального некомерційного підприємства «Бериславська центральна районна лікарня» Бериславської районної ради, Херсонської області, нагороджено орденом «За заслуги» III ступеня.
Розпорядженням Кабінету Міністрів України від 15 січня 2020 р. № 23–р «Про затвердження переліку опорних закладів охорони здоров'я у госпітальних округах на період до 2023 року», Бериславську Центральну районну лікарню включено до переліку опорних закладів охорони здоров'я у госпітальних округах на період до 2023 року.

## Історія
Перша згадка про лікарню в місті Берислав датується 1858 роком, коли лікарня обслуговувала 6303 жителів і мала 25 ліжок. На той час працювали 2 лікарі. У 1905 році лікарня мала 32 ліжка, 3 лікарів, 17 фельдшерів та акушерок. У 1940 році в лікарні було 50 ліжок, працювали 47 медичних працівників, з них 15 лікарів.
У 1950 році кількість ліжок зросла до 55, відкрито поліклініку та здравпункт. Під час побудови Новокаховської ГЕС відкрито лікарню для обслуговування будівельників. У 1980–х роках лікарня мала 350 ліжок, відділення переливання крові, швидкої медичної допомоги, два профілакторії та дві аптеки. У районі працювали 268 медичних працівників, серед яких 53 лікарі.
Бериславська центральна районна лікарня є лікувально–профілактичним закладом першої акредитаційної категорії, надає цілодобову невідкладну та кваліфіковану допомогу жителям району. Вона входить у першу десятку лікувально–профілактичних закладів області.
У медичній галузі району відбулися реформи, зокрема первинної медико–санітарної допомоги та модернізації екстреної медичної допомоги. Створено два юридичних заклади: «Бериславська центральна районна лікарня» та «Бериславський районний центр первинної медико–санітарної допомоги», а також відділення швидкої медичної допомоги як структурний підрозділ «Обласного територіального центру екстреної медичної допомоги та медицини катастроф».
Районна лікарня спеціалізується на наданні невідкладної та планової хірургічної, акушерсько–гінекологічної допомоги, а також медичної допомоги при гострих церебро–васкулярних та кардіологічних патологіях. За останні три роки лікарня займає перше місце за хірургічною активністю серед районів області та четверте місце після більш потужних лікарень Херсона.
У лікарні функціонують 25 хірургічних і 15 травматологічних ліжок. З 2011 року хірургічні відділення працюють в новому корпусі, обладнаному згідно сучасних вимог. Широко застосовуються сучасні методики оперативних втручань, такі як безнатяжні пластики кил (пахових та вентральних), венектомії із застосуванням УЗД, закритий блокуючий інтрамедулярний остеосинтез, застосування LCP–пластин, лікування нестабільності плечового суглобу за методикою Ляторже, реконструкція ступні методом Scarf–остеотомії та діагностична артроскопія колінного суглобу.
З 2012 року в хірургічному відділенні проводяться операції на очах окулістами ХОКЛ.
З 2013 року впроваджені та проводяться лапароскопічні та артроскопічні операції (резекція менісків колінного суглобу, артропластика колінного суглобу, пластика передньої хрестоподібної зв'язки).
У 2020 році Директор Бериславської центральної районної лікарні Север'ян Кардава надіслав листа до Української асоціації футболу, висловивши вдячність за надання автотранспорту для підвезення медичних працівників. Це дозволило ефективно надавати допомогу мешканцям Бериславського, Високопільського, Нововоронцовського та Великоолександрівського районів під час карантину та боротися з поширенням захворювання. Автотранспорт надано Асоціацією футболу Автономної республіки Крим.
Раніше кримська асоціація створила координаційний штаб із допомоги ветеранам футболу. Також допомогу в боротьбі з поширенням коронавірусу надали обласні асоціації Чернігівської, Дніпропетровської, Херсонської, Одеської, Тернопільської, Житомирської, Кіровоградської та Хмельницької областей, а також Асоціація ветеранів футболу України.
У 2020 році Бериславська Центральна районна лікарня включена до програми «Велике будівництво» для реконструкції приймального відділення.
14 лютого 2021 року стало відомо, що для завершення робіт із реконструкції приймального відділення Бериславської центральної районної лікарні не вистачає кількох мільйонів гривень. Роботи повинні були завершитися в грудні 2020 року, але виконані лише на 60%. Директор департаменту охорони здоров'я Херсонської ОДА Віктор Короленко звинуватив підрядника у недобросовісності, оскільки кошти не були використані вчасно. Обласне керівництво розраховує на допомогу місцевих громад, щоб завершити реконструкцію, адже лікарня має отримати нове обладнання.
Тендер на реконструкцію був оголошений 19 червня 2020 року, а договір уклали 27 липня з ТОВ «Нікопольське спеціалізоване управління «Дніпроелектромонтаж». Вартість робіт – 6,78 млн грн з ПДВ. Строки виконання робіт подовжено до 31 грудня 2021 року.
Голова Бериславської райради Дмитро Сливченко пообіцяв допомогти з фінансуванням. Сільські голови висловили здивування, чому фінансування робіт покладається на місцеве самоврядування, оскільки реконструкцію обіцяли завершити в рамках програми «Велике будівництво». Проте Віктор Короленко заявив, що ці роботи проводяться за іншою державною програмою – «Приймальні відділення».
29 квітня 2021 року перший заступник голови районної державної адміністрації Ольга Сидоренко, Бериславський міський голова Олександр Шаповалов та головний лікар Бериславської центральної районної лікарні Север'ян Кардава зустрілися з заступником голови обласної державної адміністрації Едуардом Науменком для обговорення реконструкції приймального відділення лікарні. Проєкт здійснюється в рамках програми «Велике будівництво». Під час зустрічі ознайомилися з перебігом будівельних робіт, які орієнтовані на енергоефективність, високу якість та інклюзивність. Ольга Сидоренко звернула увагу на облаштування будівлі після введення в експлуатацію. ТОВ «Бериславбудсервіс» отримало завдання щодо завершення проєкту.
У січні 2022 року інформаційне видання «Український Південь» повідомило, що за останній рік хірургічне відділення Бериславської центральної районної лікарні впровадило нові оперативні втручання. Зокрема, лікарі–хірурги застосували лапароскопічне лікування діафрагмальних та післяопераційних гриж, а травматолог — артроскопічні втручання на колінному суглобі. Лікарі також проводили лапароскопічні операції з приводу пахових гриж, жовчно–кам'яної хвороби та гострого апендициту, а також операції при переломах з використанням металоостеосинтезу.
За рік проліковано 1076 пацієнтів, виконано 524 хірургічних та 161 травматологічних операцій. Двоє хірургів отримали спеціалізацію з гнучкої ендоскопії та ультразвукової діагностики.
Персонал відділення складається з завідувача відділенням Володимира Сінякова, хірургів Андрія Крота, Петра Тучика, Вадима Пашкана, Володимира Рахмакова, Ігоря Павлівського, травматолога Олексія Величка та уролога Олександра Солодова.

### Російське вторгнення в Україну
5 жовтня 2023 року окупанти обстріляли лікарню в Бериславі, знищивши четвертий поверх і частково пошкодивши інший. Постраждали машини швидкої допомоги. Внаслідок обстрілу постраждали двоє медичних працівників: водій швидкої отримав перелом ноги та поранення голови, а фельдшер — контузію. Про це повідомила Херсонська ОВА.
7 жовтня 2023 року, після російського авіаційного удару по Бериславській центральній районній лікарні, який стався 5 жовтня 2023 року, медичний заклад змушений припинити роботу. Про це повідомили в міжнародній гуманітарній організації «Лікарі без кордонів». Зазначається, що організація підтримувала цю лікарню з листопада 2022 року, надаючи медичні пожертви та перевозячи пацієнтів автомобілями швидкої допомоги. Бериславська лікарня була найближчим медичним закладом для десятків тисяч мешканців району, яким тепер доведеться долати велику відстань, щоб отримати медичну допомогу. Проте медики Бериславської лікарні продовжують надавати допомогу.
19 жовтня 2023 року, Херсонська ОВА показала, який вигляд має будівля медзакладу після ворожої атаки.
25 січня 2025 року російська армія здійснила авіаційний удар по Бериславу, пошкодивши будівлю лікарні.

Наслідки обстрілу Бериславської Центральної районної лікарні 25.01.2025
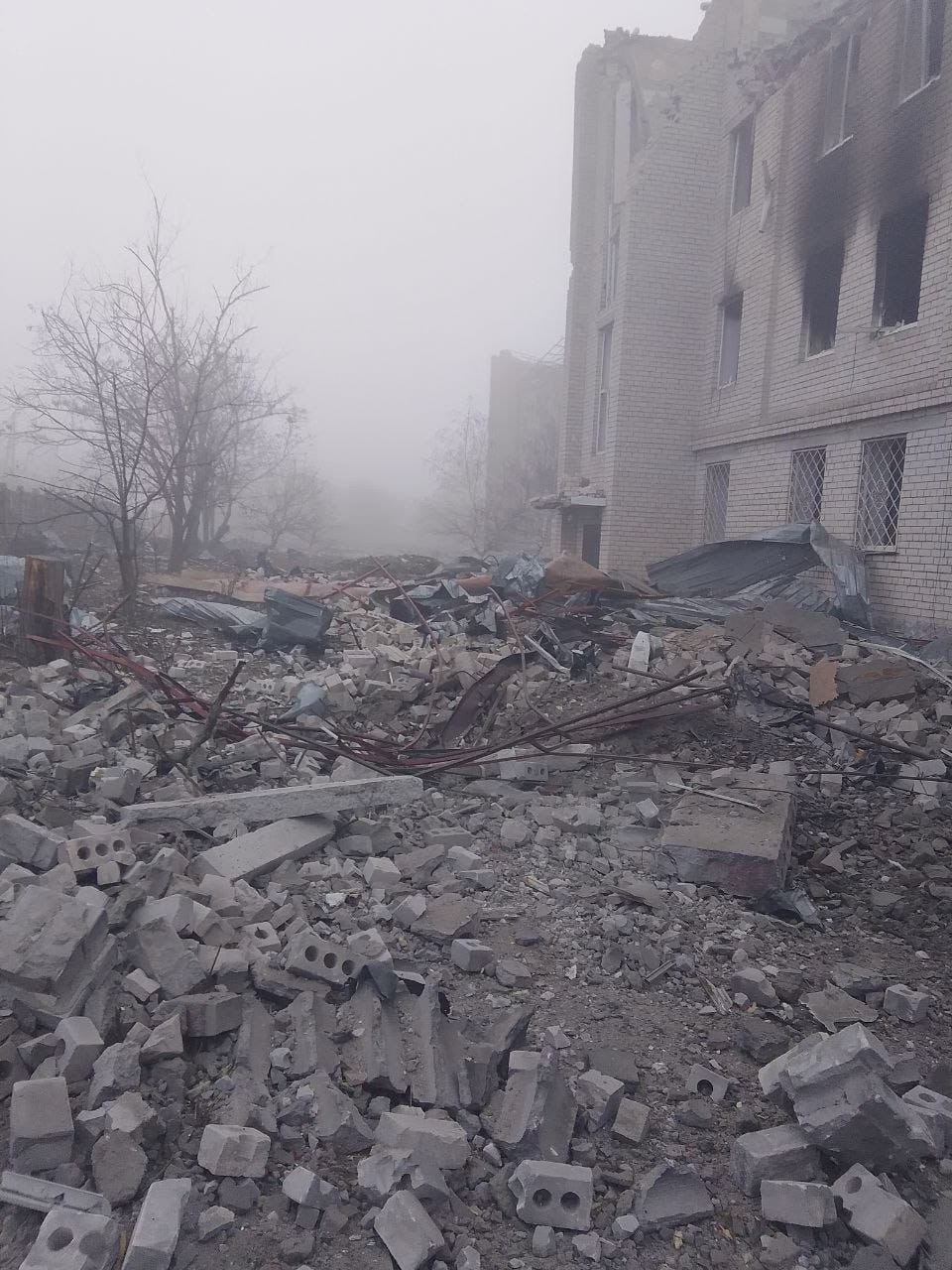
Наслідки обстрілу Бериславської Центральної районної лікарні 25.01.2025
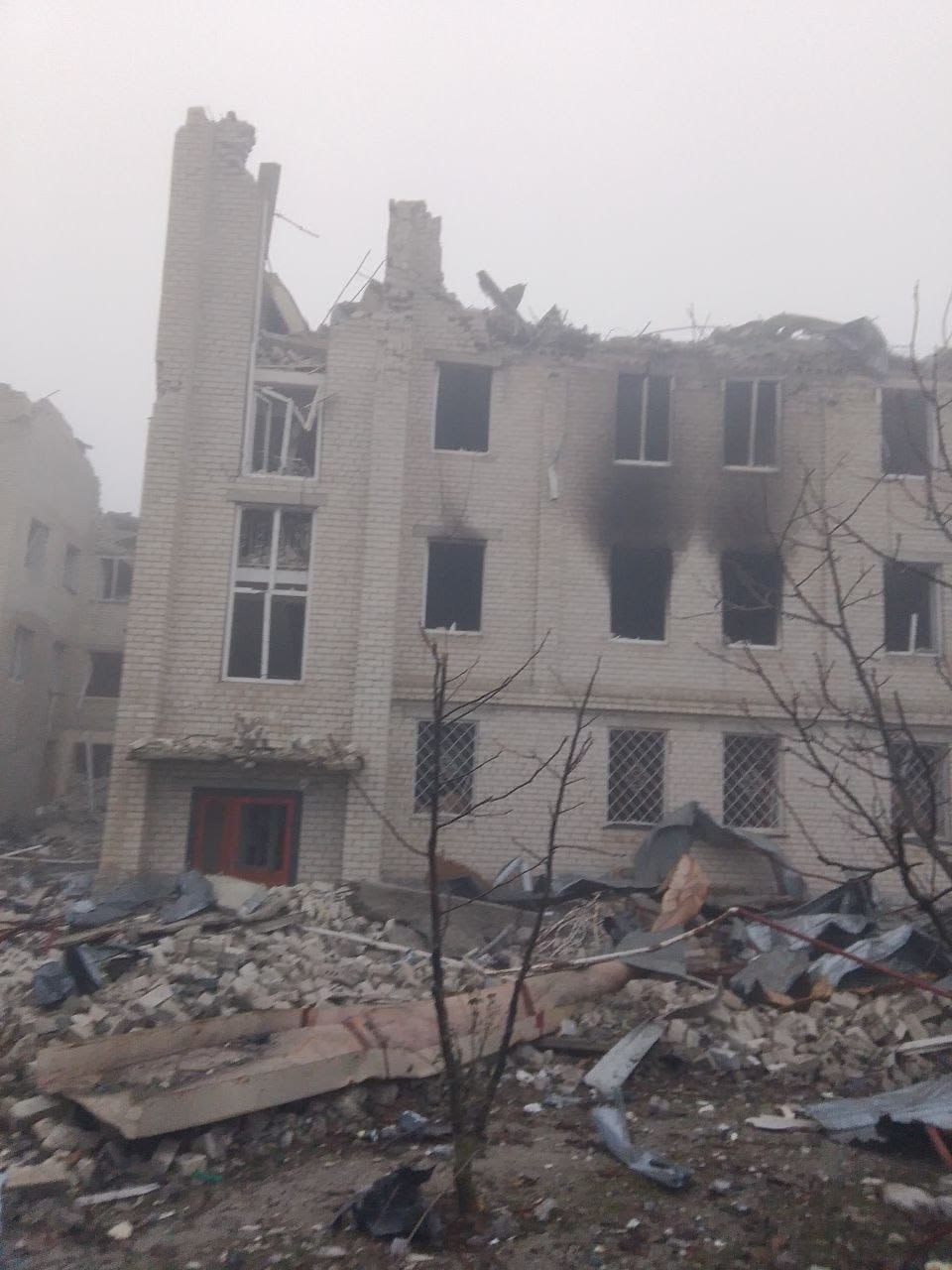
Наслідки обстрілу Бериславської Центральної районної лікарні 25.01.2025
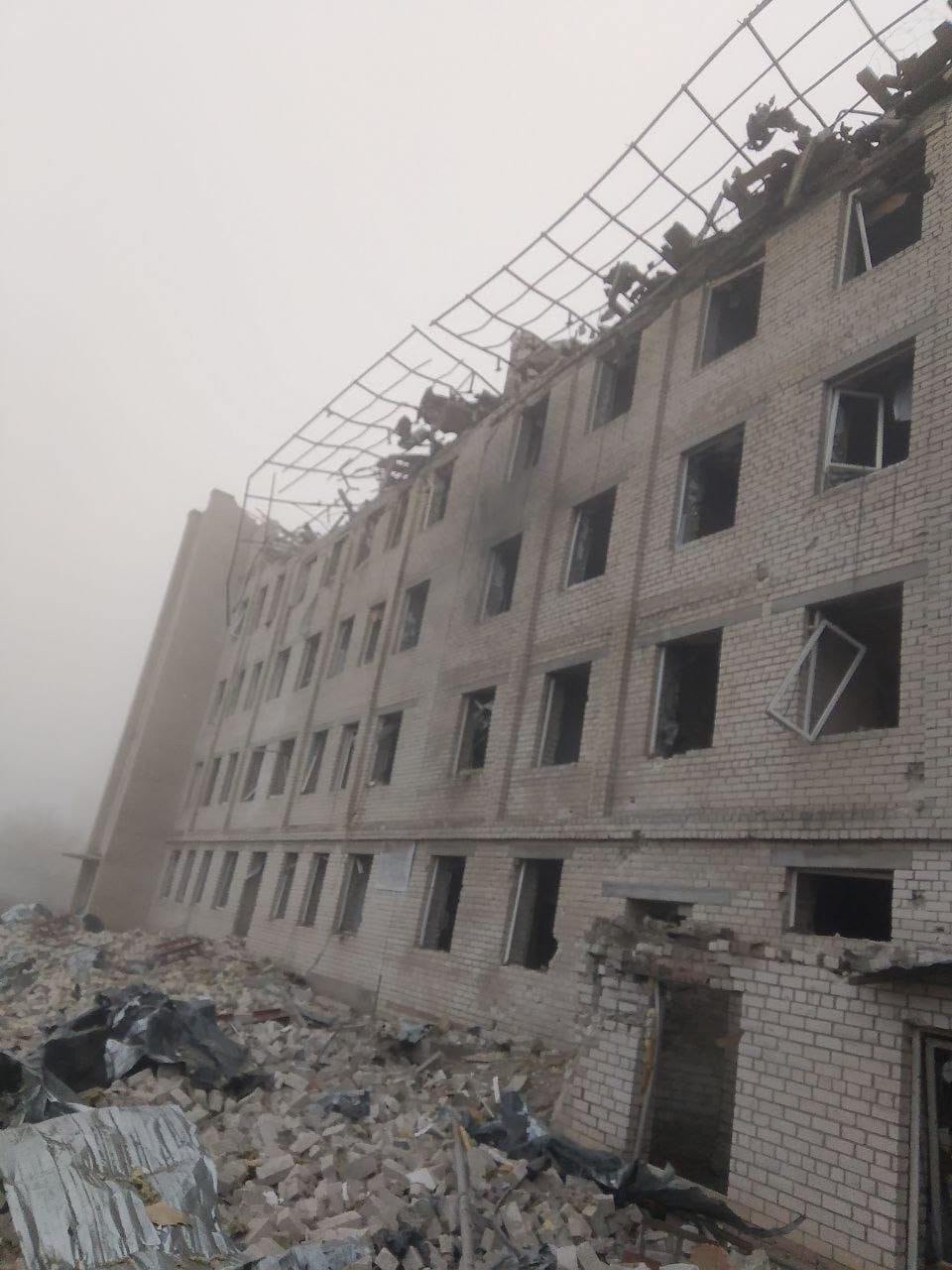
Наслідки обстрілу Бериславської Центральної районної лікарні 25.01.2025

### Інфекційне відділення
Інфекційне відділення Бериславської центральної районної лікарні надає стаціонарну допомогу інфекційним хворим та пацієнтам із соматичними захворюваннями. Відділення розраховане на 20 ліжок, з яких 7 дитячих та 13 дорослих. У разі ускладнення ситуації з особливо небезпечними хворобами на базі відділення розгортається шпиталь з ОНХ. Відділення має хлораторну для знезараження стічних вод. Завідувачем відділення є лікар–інфекціоніст Дмитро Прядко, старшою медичною сестрою — Олена Нищадим.

### Акушерсько–гінекологічне відділення
Акушерсько–гінекологічне відділення Бериславської центральної районної лікарні має 20 ліжок, з них 10 у пологовому відділенні та 5 у гінекологічному. Пологове відділення обладнане сімейними та індивідуальними палатами, палатою інтенсивної терапії новонароджених та операційною. Відділення забезпечене апаратами штучної вентиляції легень новонароджених, кувезами, реанімаційним столом, лампами фототерапії та інфузоматами. У гінекологічному відділенні надається допомога при запальних захворюваннях, пухлинах, кровотечах та інших патологіях вагітних. Виконуються всі види невідкладних і планових оперативних втручань, включаючи лапароскопічні операції.
У 2017 році лікарня підтвердила статус «Лікарня доброзичлива до дитини». У відділенні працюють 3 лікарі акушер–гінекологи та 1 лікар–неонатолог вищої категорії.
Завідувач відділенням — Олег Ремінний, старша медична сестра — Світлана Лазар.

### Хірургічне відділення з травматологічними ліжками
Хірургічно–травматологічне відділення Бериславської центральної районної лікарні з 2011 року розташоване у новому корпусі. Відділення має 40 ліжок хірургії, включаючи 15 травматологічних ліжок, і розміщене на двох поверхах. Операційний блок з двома операційними залами знаходиться на одному поверсі з відділенням анестезіології та інтенсивної терапії. У відділенні є комфортабельні палати з туалетом, душем і телевізором, а також звичайні палати.
Завідувач відділенням — Володимир Сіняков, лікар–хірург вищої категорії та ендоскопіст першої категорії. Відділення застосовує сучасні методи операцій, включаючи лапароскопічні та відеоендоскопічні операції. Виконуються операції при пахових, пупкових і післяопераційних грижах, жовчокам'яній хворобі, холециститі, патологіях кишечника, варикозному розширенні вен, патологіях шлунку і дванадцятипалої кишки, парапроктитах, гнійно–запальних захворюваннях м'яких тканин, субарахноїдальних крововиливів та апендициті. Відділення оснащене сучасним лапароскопічним та ендоскопічним обладнанням.
У відділенні працюють лікар–уролог Олександр Солодов та п'ять ургентних хірургів, а також отоларинголог Андрій Крот, Ігор Павлівський, Вадим Пашкан, Ігор Трюханов і Володимир Рахмаков. Раніше відділення очолювали Артем Дремух, Катерина Шельпякова, Север'ян Кардава, Олександр Воробйов, Петро Тучик та Володимир Половинка. Травматологами тривалий час працювали Олексій Татаровський та Микола Чеботарьов.
Відділення займається лікуванням жовчнокам'яної хвороби, артрозів, захворювань ступні (Hallux Valgus), переломів з використанням малоінвазивної методики, вальгусної деформації першого пальця ступні, молоткоподібних пальців, плосковальгусної ступні, нестабільності та звичного вивиху плечового суглобу, субакроміального імпіджменту, пошкодженої суставної губи плечового суглобу (Bankart), артроскопії колінного та плечового суглобу.
Лапароскопічні операції виконуються на сучасному обладнанні зарубіжних виробників. Переваги лапароскопічної холецистектомії включають мінімальний біль після операції, найкращий косметичний результат, мінімальну втрату активності пацієнта, мінімальні післяопераційні ускладнення та швидку реабілітацію.

### Терапевтичне відділення з неврологічними ліжками
Терапевтичне відділення Бериславської центральної районної лікарні розташоване на третьому поверсі стаціонарного корпусу. Відділення має 35 ліжок, з яких 14 неврологічного профілю. Відділення оснащене просторими палатами, включаючи дві палати для інвалідів, учасників Другої світової війни та воїнів АТО. У палатах є холодильники та телевізори.
Завідувач відділенням — Олена Гуліда, лікар–терапевт вищої категорії. У відділенні працюють лікар–терапевт Володимир Зленко та лікар–невропатолог Юрій Шамаєв, обидва мають вищу категорію. Старша медична сестра — Олена Красавіна.
Відділення спеціалізується на лікуванні серцево–судинних захворювань, захворювань дихальної системи, травневої системи, нирок, печінки, суглобів, крові та неврологічних патологій, таких як ішемічні інсульти, субарахноїдальні крововиливи та черепно–мозкові травми.
Всі медичні працівники відділення атестовані та постійно вдосконалюють свої професійні навички.
Серед попередніх завідувачів відділення були відомі лікарі: Капітоліна Шипіцина, Петро Фальман, Петро Топіха, Іван Котік та Валентин Лелеко. Важливу роль відіграють також медичні сестри, серед яких Людмила Чуприна, Віра Воловенко, Тетяна Хоролець та інші.

### Дитяче відділення
Дитяче відділення Бериславської центральної районної лікарні розташоване на першому поверсі і має 15 ліжок. Відділення містить 11 палат, маніпуляційний і процедурний кабінети, буфет та інші підсобні приміщення.
Медичний персонал складається із завідувача відділенням, лікаря–ординатора, старшої медичної сестри, 5 палатних медсестер, маніпуляційної медсестри, 4 молодших медсестер, сестри–господині та буфетниці. Серед них є як ветерани праці, так і молоді спеціалісти.
У 2007, 2010, 2014 та 2017 роках відділення підтвердило статус «Лікарня доброзичлива до дитини». Відділення працює цілодобово, діти отримують гаряче харчування, а малюки до 1 року — бюджетне лікування.
Завідувач відділенням — Іван Камінський, старша медична сестра — Інна Чуприна. Медичний персонал регулярно проходить навчання по програмі підтримки грудного вигодовування.

### Відділення анестезіології з ліжками інтенсивної терапії
Відділення анестезіології з ліжками інтенсивної терапії Бериславської центральної районної лікарні створено 3 травня 1993 року. Відділення має 6 ліжок.
Завідувач відділенням — Леонід Котенко, лікар–анестезіолог вищої категорії. Старша медична сестра — Інна Ватуліна. Лікарі–анестезіологи: Володимир Посуховський, Сергій Панчук, Юрій Солодов та Дмитро Прядко.
Відділення оснащене апаратами штучної вентиляції легень (Фаза–8, РО–6Н–05, Бриз, «Carina»), апаратом «низькопоточної» анестезії «Leon», реанімаційно–хірургічними моніторами (ЮМ–300, МЕС 1000), електрокардіографами, дефібриляторами, шприцевими насосами та пульсоксиметрами.

### Клініко–діагностична лабораторія
Клініко–діагностична лабораторія Бериславської центральної районної лікарні функціонує з 1944 року. Лабораторія розташована на першому та другому поверхах терапевтичного корпусу і проводить загальноклінічні, гематологічні, біохімічні та імуносерологічні дослідження за допомогою 95 уніфікованих методик. Лабораторія має сертифіковане обладнання, необхідне для виконання обов'язкових досліджень.
У 2003 році лабораторія вперше пройшла акредитацію на право проведення вимірювань у сфері охорони здоров'я. Повторні атестації проводилися у 2007 та 2015 роках. Лабораторія працює цілодобово, з черговою службою у вихідні та святкові дні.
Персонал лабораторії має досвід проведення досліджень, проходить курси удосконалення та атестацію. З 13 лаборантів, 3 мають вищу кваліфікаційну категорію, 4 — першу, 4 — другу. Завідувач лабораторії — Анастасія Понятовська, старший лаборант — Олена Дядюн. Всі дослідження проводяться за призначенням лікаря з використанням сертифікованих реактивів.